# Intersex Human Rights Australia
Intersex Human Rights Australia (IHRA), en español "Derechos humanos intersex Australia" es una organización voluntaria para personas intersex que promueve los derechos humanos y la autonomía corporal de las personas intersex en Australia y ofrece servicios de educación e información.Se fundó en 2009 y fue registrada como empresa en 2010. Anteriormente era conocida como Organisation Intersex International Australia u OII Australia. Está reconocida como Institución Pública de Beneficencia.

## Historia
La institución fue fundada en 2009 y se registró como empresa en 2010.La presidenta fundadora, Gina Wilson, dimitió el 1 de septiembre de 2013.
Los actuales codirectores ejecutivos de IHRA son Morgan Carpenter, anteriormente presidente,y Tony Briffa, conocido como el primer alcalde públicamente intersexual y anteriormente vicepresidente.Tony Briffa también es vicepresidente de Intersex Peer Support Australia.

## Actividades

### Integridad física y autonomía corporal
Intersex Human Rights Australia hace campaña a favor de la autonomía personal en las intervenciones médicas que afectan a personas intersexuales, incluyendo poner fin a las cirugías cosméticas o "normalizadoras".A finales de 2012 el Comité de Referencias de Asuntos Comunitarios del Senado estableció una investigación sobre la esterilización involuntaria o forzada de personas con discapacidad. En febrero de 2013, se añadió la intersexualidad como término de referencia adicional. El Comité publicó un informe conjunto de todos los partidos el 25 de octubre de 2013, en el que formulaba 15 recomendaciones. Las conclusiones de la investigación respaldaron gran parte del caso y las recomendaciones hechas por la IHRA:

3.109 ... Como ha comentado OII, la cirugía de normalización es algo más que una reconstrucción física. La cirugía tiene la intención de deconstruir una fisiología intersexual y, a su vez, construir una identidad que se ajuste a las categorías de género estereotípicas de masculino y femenino...

3.129 ... Las propuestas presentadas por la Organisation Intersex International tienen mérito y son consistentes con las conclusiones del comité. El comité cree que se debe desarrollar un protocolo que cubra la cirugía de 'normalización' y adherirse a él en todos los casos de niños intersexuales. Tal directriz debe ser consistente con las recomendaciones de la Organisation Intersex International.

En mayo de 2019, la IHRA publicó una declaración conjunta multilingüe firmada por más de 50 organizaciones lideradas por personas intersex condenando la introducción de la expresión"trastornos del desarrollo sexual" en la Clasificación Internacional de Enfermedades, afirmando que esto causa "daño" y facilita las violaciones de los derechos humanos. pidiendo a la Organización Mundial de la Salud que publique una política clara para garantizar que las intervenciones médicas en personas intersexuales sean "totalmente compatibles con los derechos humanos".
La institución también participa directamente con médicos y biólogos. Si bien se opone al uso de terminología patologizante, como "trastornos del desarrollo sexual", (DSD, por sus siglas en inglés) Carpenter ha sido elegido como asesor de una página web sobre genética, "DSD Genetics" , financiada por el National Health and Medical Research Council de Australia.
En una presentación ante el Comité contra la Tortura de la ONU en 2016, la organización afirmó que aunque los gobiernos australianos reconocen la dignidad y los derechos de las personas LGBTI, continúan las "prácticas nocivas" contra los niños intersexuales.
En marzo de 2017, representantes de IHRA participaron en la "Declaración de Darlington", un consenso entre organizaciones comunitarias intersexuales, entre otras, de Australia y Aotearoa/Nueva Zelanda.Esta declaración pide una reforma legal, incluida la penalización de intervenciones médicas intersexuales innecesarias en niños, poner fin a la clasificación legal del sexo y un mejor acceso al apoyo entre iguales.

### Acceso a atención sanitaria
En julio de 2013 la Commonwealth anunció que eliminaría los términos de sexo o género de los códigos de artículos para procedimientos bajo Medicare tras las aportaciones de la IHRA. La IHRA señaló que los cambios no garantizan el acceso completo al Pharmaceutical Benefits Scheme (en español, el "Plan de Beneficios Farmacéuticos").

### Protección contra la discriminación
A finales de 2012, el proyecto de ley de derechos humanos y contra la discriminación propuesto por el gobierno australiano incluía la intersexualidad como una "identidad de género". Este hecho fue criticado por la IHRA basándose en que las personas intersexuales necesitaban protección sin que las diferencias biológicas entraran en la definición. En un artículo de la revista Equal Rights Review de Equal Rights Trust, Gina Wilson escribió: "Al principio, los legisladores no tenían una comprensión clara de lo que era la intersexualidad, pero después de haber presentado pruebas ante los comités del Senado y haber hablado con los legisladores de forma individual, tenemos la esperanza de que la intersexualidad sea algo protegido en el proyecto de ley."
El 25 de junio de 2013, la Ley de Enmienda sobre Discriminación Sexual (Orientación Sexual, Identidad de Género y Condición Intersexual) fue aprobada con el apoyo de todos los partidos y se convirtió en ley el 1 de agosto de 2013. Esta fue la primera vez que la "condición intersexual" se declaraba como protegida bajo la legislación australiana contra la discriminación.

### Documentos de identificación
La organización ha declarado que "si bien todavía se requieren marcadores de sexo o género ", apoya clasificaciones de género binarias, no binarias y múltiples para adultos, pero sólo clasificaciones binarias para bebés y niños, por temor a la estigmatización y el impacto potencial en los procesos de asignación de sexo para bebés. La organización reconoció con cautela un proyecto de ley del Territorio de la Capital Australiana para modificar el proceso de registro de nacimientos del territorio para crear una categoría de tercer sexo para bebés y niños, afirmando que "ninguna de las dos organizaciones intersexuales nacionales había entablado conversaciones antes de que el proyecto de ley fuera presentado en la Asamblea". En 2017, la organización informó que ningún niño había sido asignado a tal categoría, considerando esto como una reivindicación del argumento de que tales clasificaciones exacerban los temores de los padres.
En marzo de 2017, una declaración de la comunidad australiana y de Aotearoa/Nueva Zelanda pidió el fin de la clasificación legal del sexo, afirmando que las terceras clasificaciones legales, como las clasificaciones binarias, están basadas en la violencia estructural y no respetaban la diversidad y el "derecho a la autodeterminación".

### Matrimonio
Citando casos en los que se han anulado matrimonios y en los que las perspectivas matrimoniales se presentan como una justificación para realizar intervenciones médicas tempranas, IHRA hizo campaña por los derechos matrimoniales independientemente de las características sexuales de las personas involucradas. La institución expresó su preocupación por las implicaciones matrimoniales de la construcción de la intersexualidad como un tercer sexo. En 2017 la Ley Enmienda Matrimonial (Definición y Libertades Religiosas) de 2017 define el matrimonio como una unión entre dos personas, sin especificar ningún tipo de sexo.

### Aportaciones internacionales
Intersex Human Rights Australia ha formado parte de numerosos eventos internacionales, incluyendo "la primera reunión sobre cuestiones intersexuales del Consejo de Derechos Humanos de las Naciones Unidas" que tuvo lugar en marzo de 2014, junto a Mauro Cabral y representantes de Intersex UK y Zwischengeschlecht.

### Bandera intersex

Bandera intersexual

La bandera intersex fue creada en julio de 2013 por Morgan Carpenter de Intersex Human Rights Australia (entonces conocida como Organisation Intersex International Australia) para ser una bandera "que no derivara de otra, pero que tuviera un significado firme". Además, añadió: 

El círculo está cerrado y no tiene adornos, simbolizando la totalidad y la plenitud, así como nuestro potencial. Todavía estamos luchando por la autonomía corporal y la integridad genital, y esto simboliza el derecho a ser quienes y como queramos ser.
Morgan Carpenter

## Premios y reconocimientos
La organización fue nominada para el Premio de "Honor" de Organizaciones Comunitarias de 2013 por su trabajo en materia de legislación contra la discriminación. La ex-presidenta fundadora, Gina Wilson, fue finalista del Premio Individual Comunitario de la Comisión Australiana de Derechos Humanos en 2013, tras su jubilación, por su aportación en materia de protección contra la discriminación.

## Afiliaciones
Intersex Human Rights Australia es una afiliada nacional de la Organización Intersex International, miembro de la asociación LGBTIQ+ Health Australia y de la Asociación Internacional de Lesbianas, Gays, Bisexuales, Trans e Intersex.